# Kurt Alder
Kurt Alder (n. 10 iulie 1902, Königshütte, Imperiul German – d. 20 iunie 1958, Köln, RFG) a fost un chimist german, laureat al Premiului Nobel pentru chimie, împreună cu Otto Diels în 1950.
Cei doi au descoperit ceea ce ulterior avea să fie denumită reacția Diels-Alder, reacție prin care o alchenă se combină cu o alcadienă pentru a forma ciclohexena. Acest proces chimic avea să fie valoros în chimia organică, stând la baza sintetizării cantaridinei, reserpinei și morfinei.
Anii copilăriei și anii școlari au fost petrecuți în împrejurimi industriale, dar după terminarea Primului Război Mondial el a fost forțat să își părăsească casa din cauza unor circumstanțe politice.
A început să citească chimie la Universitatea din Berlin în 1922, mai târziu continuându-și aceste studii la Kiel, unde a obținut doctoratul în 1926. În 1930 a fost ales referent științific în chimie de către Facultatea de Filozofie la Universitatea din Kiel; promovat ca lector în 1934. În 1936 acesta a părăsit Universitatea pentru a deveni șef de departament în laboratoarele științifice ale I.G Farben-Industrie, unde a lucrat la prepararea și structura cauciucului sintetic. În 1940 a devenit directorul institutului de chimie de la Universitatea Cologne. A murit în 20 iunie 1958. 